# Guatteria pittieri
Guatteria pittieri este o specie de plante angiosperme din genul Guatteria, familia Annonaceae, descrisă de Robert Elias Fries. Conform Catalogue of Life specia Guatteria pittieri nu are subspecii cunoscute.